# 13543 Батлер
13543 Батлер (13543 Butler) — астероїд головного поясу, відкритий 2 січня 1992 року.
Тіссеранів параметр щодо Юпітера — 3,474.